# Jennifer Jones
Jennifer Jones (2 tháng 3 năm 1919 – 17 tháng 12 năm 2009) là một nữ diễn viên người Mỹ, đã đoạt giải Oscar cho nữ diễn viên chính xuất sắc nhất cho vai diễn trong phimThe Song of Bernadette (Tiếng hát của Bernadette) (1943).

## Tiểu sử

### Thời niên thiếu
Jones tên khai sinh là Phylis Lee Isley, sinh tại Tulsa, Oklahoma, con gái của Flora Mae (nhũ danh Suber) và Phillip Ross Isley. Jones học trường Monte Cassino Junior College ở Tulsa và Đại học Tây Bắc (Hoa Kỳ), nơi cô là hội viên của Hội phụ nữ Kappa Alpha Theta trước khi chuyển sang học tại American Academy of Dramatic Arts (Học viện nghệ thuật kịch Hoa Kỳ) ở thành phố New York năm 1938. Tại đây, cô đã gặp và yêu sinh viên Robert Walker cùng trường. Hai người kết hôn ngày 2.1.1939.
Hai vợ chồng trở lại Tulsa diễn chương trình truyền thanh dài 13 tuần lễ do cha cô tổ chức, sau đó họ đi Hollywood. Isley giành được 2 vai diễn nhỏ, đầu tiên trong phim cao bồi miền Tây tên New Frontier năm 1939 của John Wayne, sau đó là loạt phim ngắn nhiều tập mang tên Dick Tracy's G-Men. Trong 2 phim này, cô mang tên trên quảng cáo là "Phyllis Isley" (Phyllis bây giờ viết 2 chữ "ll"). Tuy nhiên, khi cô và Walker bị rớt trong cuộc diễn thử của hãng Paramount Pictures, thì họ quyết định trở lại thành phố New York.

### Sự nghiệp
Trong khi Walker tìm được việc làm vững chắc trong các chương trình truyền thanh, thì Isley làm người mẫu đội mũ không trọn ngày công cho hãng Powers Agency trong khi chờ kiếm việc làm diễn viên. Khi cô nghe biết có các cuộc thi thử giọng cho vai chính Claudia trong vở kịch ăn khách cùng tên của Rose Franken, cô tới trình diện phòng làm việc của David O. Selznick ở New York, nhưng thất vọng sau khi cho rằng mình đọc quá tồi. Tuy nhiên Selznick nghe lỏm cuộc thử giọng của cô và có ấn tượng tốt, nên bảo thư ký gọi cô trở lại. Tiếp theo là một cuộc phỏng vấn và cô được ký một hợp đồng 7 năm.
Cô chuẩn bị cẩn thận để thành ngôi sao và lấy một tên mới: Jennifer Jones. Đạo diễn Henry King có ấn tượng tốt khi xem cô diễn thử trong vai Bernadette Soubirous trong phim The Song of Bernadette (Tiếng hát của Bernadette) và cô đoạt được vai diễn thèm muốn này trước hàng trăm người xin khác. Năm 1944, Jones đoạt Giải Oscar cho nữ diễn viên chính xuất sắc nhất trong lần giải Oscar thứ 16, cho vai diễn thánh nữ Bernadette vào sinh nhật thứ 25 của mình. Năm này, bạn của Jones – Ingrid Bergman – cũng được đề cử để nhận giải Oscar cho nữ diễn viên xuất sắc nhất, cho vai diễn trong phim For Whom the Bell Tolls (Chuông nguyện hồn ai, (nhưng thua Jones). Jones xin lỗi bạn và Bergman trả lời: "Không, Jennifer, vai Bernadette của bạn xuất sắc hơn vai Maria của tôi." Năm sau, Jones là người trao giải Oscar cho nữ diễn viên chính xuất sắc nhất cho Bergman cho phim Gaslight.

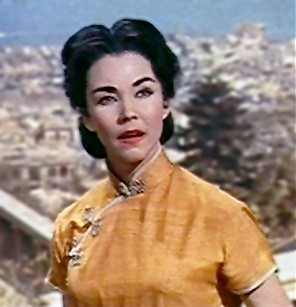
Jones trong vai bác sĩ lai Âu – Á trong phim Love Is a Many-Splendored Thing (1955)

Suốt 2 thập kỷ tiếp theo, Jones xuất hiện trong nhiều vai diễn do Selznick tuyển chọn. Nét đẹp ngăm ngăm đen và bản tính nhạy cảm của Jones hấp dẫn khán giả. Ba năm sau, hình ảnh thánh thiện trong vai diễn ban đầu của cô, hoàn toàn đảo lộn khi cô thủ vai người phụ nữ lai khiêu khích trong phim gây tranh cãi Duel in the Sun của Selznick.
Các phim khác của Jones gồm có Since You Went Away, Love Letters, Cluny Brown, Portrait of Jennie, Madame Bovary, Carrie, Ruby Gentry, Indiscretion of an American Wife, Beat the Devil, Love Is a Many-Splendored Thing, Good Morning Miss Dove, The Man in the Gray Flannel Suit và Giã từ vũ khí. Các nam diễn viên chính diễn chung với Jones trong thời gian này là Charles Boyer, Joseph Cotten, Gregory Peck, John Garfield, Charlton Heston, Lord Laurence Olivier, Montgomery Clift, Humphrey Bogart, William Holden, Robert Stack, Sir John Gielgud, Rock Hudson, Fred Astaire, và Jason Robards.
Bức tranh chân dung Jones trong phim Portrait of Jennie, do họa sĩ Robert Brackman vẽ.

### Đời tư
Jones có hai con trai trong cuộc hôn nhân thứ nhất: Robert Walker Jr. (sinh ngày 15.4.1940) và Michael Walker (sinh ngày 13.3.1941). Cả hai sau này đều trở thành diễn viên. Jones gặp và bắt đầu dan díu với David O. Selznick, cuối cùng dẫn tới việc ly thân với Walker trong tháng 11 năm 1943, rồi ly dị trong tháng 6 năm 1945.
Jones kết hôn với Selznick ngày 13.7.1949, cuộc hôn nhân kéo dài cho tới khi Selznick từ trần, ngày 22.6.1965. Sau cái chết của chồng, Jones rút lui một nửa khỏi ngành điện ảnh; vai diễn sau chót của bà là một vai phụ sinh động trong phim The Towering Inferno năm 1974. Người con duy nhất với Selznick – Mary Jennifer Selznick (12 tháng 8 năm 1954–1976), tự tử bằng cách nhảy qua cửa sổ từ tầng lầu thứ 20. Việc này khiến cho Jones quan tâm tới các vấn đề tâm thần.
Ngày 29.5.1971, Jones kết hôn với kỹ nghệ gia triệu phú kiêm nhà sưu tập nghệ thuật và cũng là nhà bác ái Norton Simon – người cũng từng đau khổ trải qua cuộc tự tử của con trai Robert, năm 1969. Mấy năm trước đó, ông ta đã gặp người vợ tương lai Jennifer Jones, ông ta đã toan mua tranh chân dung của bà sử dụng trong phim Portrait of Jennie. Sau đó Simon gặp Jennifer Jones trong một bữa tiệc do người bạn là kỹ nghệ gia, nhà sưu tập nghệ thuật Walter Annenberg thết đãi. Norton Simon chết trong tháng 6 năm 1993.
Jones sống sót khi bị bệnh Ung thư vú. Nữ diễn viên Susan Strasberg, người chết vì bị ung thư vú, đã kết hôn với nam diễn viên Christopher Jones và đã đặt tên cho người con duy nhất của mình là Jennifer Robin Jones để vinh danh Jones.

## Hôn nhân và các con
- Robert Walker (2 tháng 1 năm 1939 – 20 tháng 6 năm 1945) 
  - Robert Walker, Jr. (sinh 15 tháng 4 năm 1940)
  - Michael Walker (13 tháng 3 năm 1941 – 23 tháng 12 năm 2007)
- David O. Selznick (13 tháng 7 năm 1949 – 22 tháng 6 năm 1965)
  - Mary Jennifer Selznick (12 tháng 8 năm 1954 – 11 tháng 5 năm 1976)
- Norton Simon (30 tháng 5 năm 1971 – 1 tháng 6 năm 1993)

## Từ trần
Jones lui về nghỉ hưu ở miền nam California, sống trầm lặng bên người con trai. Bà từ chối mọi cuộc phỏng vấn và ít khi xuất hiện trước công chúng.
Bà từ trần ở nhà riêng ngày 17 tháng 12 năm 2009 do tuổi già, thọ 90 tuổi.

## Các giải thưởng và đề cử
| Năm  | Giải                    | Thể loại                                   | Phim                            | Kết quả   |
| ---- | ----------------------- | ------------------------------------------ | ------------------------------- | --------- |
| 1943 | Giải Oscar              | Nữ diễn viên chính xuất sắc nhất           | The Song of Bernadette          | đoạt giải |
| 1943 | Giải Quả cầu vàng       | Nữ diễn viên phim chính kịch xuất sắc nhất | The Song of Bernadette          | đoạt giải |
| 1944 | Giải Oscar              | Nữ diễn viên phụ xuất sắc nhất             | Since You Went Away             | đề cử     |
| 1945 | Giải Oscar              | Nữ diễn viên chính xuất sắc nhất           | Love Letters                    | đề cử     |
| 1946 | Giải Oscar              | Nữ diễn viên chính xuất sắc nhất           | Duel in the Sun                 | đề cử     |
| 1947 | Giải Trái táo vàng      | Least Cooperative Actress                  |                                 | đoạt giải |
| 1955 | Giải Oscar              | Nữ diễn viên chính xuất sắc nhất           | Love Is a Many-Splendored Thing | đề cử     |
| 1955 | Giải Photoplay          | Ngôi sao nữ được yêu chuộng nhất           |                                 | đoạt giải |
| 1974 | Giải Quả cầu vàng       | Nữ diễn viên điện ảnh phụ xuất sắc nhất    | The Towering Inferno            | đề cử     |
| 1975 | Giải David di Donatello |                                            |                                 | đoạt giải |
| 1997 | Giải phim Đức           | Giải thành tựu suốt đời                    |                                 | đoạt giải |

## Phim
| Năm  | Phim                             | Vai diễn                   | Ghi chú                                                            |
| ---- | -------------------------------- | -------------------------- | ------------------------------------------------------------------ |
| 1939 | New Frontier                     | Celia Braddock             | vai Phyllis Isley                                                  |
| 1939 | Dick Tracy's G-Men               | Gwen Andrews               | vai Phillis Isley                                                  |
| 1943 | The Song of Bernadette           | Bernadette Soubirous       | Giải Oscar cho nữ diễn viên chính xuất sắc nhất; Giải Quả cầu vàng |
| 1944 | Since You Went Away              | Jane Deborah Hilton        | được đề cử – Giải Oscar cho nữ diễn viên phụ xuất sắc nhất         |
| 1945 | Love Letters                     | Singleton/Victoria Morland | được đề cử – Giải Oscar cho nữ diễn viên chính xuất sắc nhất       |
| 1946 | Cluny Brown                      | Cluny Brown                |                                                                    |
| 1946 | Duel in the Sun                  | Pearl Chavez               | được đề cử – Giải Oscar cho nữ diễn viên chính xuất sắc nhất       |
| 1948 | Portrait of Jennie               | Jennie Appleton            |                                                                    |
| 1949 | We Were Strangers                | China Valdés               |                                                                    |
| 1949 | Madame Bovary                    | Emma Bovary                |                                                                    |
| 1949 | Gone to Earth                    | Hazel Woodus               |                                                                    |
| 1952 | Carrie                           | Carrie Meeber              |                                                                    |
| 1952 | Ruby Gentry                      | Ruby Gentry                |                                                                    |
| 1953 | Beat the Devil                   | Mrs. Gwendolen Chelm       |                                                                    |
| 1954 | Indiscretion of an American Wife | Mary Forbes                |                                                                    |
| 1955 | Love Is a Many-Splendored Thing  | Dr. Han Suyin              | được đề cử – Giải Oscar cho nữ diễn viên chính xuất sắc nhất       |
| 1955 | Good Morning Miss Dove           | Miss Dove                  |                                                                    |
| 1956 | The Man in the Gray Flannel Suit | Betsy Rath                 |                                                                    |
| 1957 | The Barretts of Wimpole Street   | Elizabeth Barrett          |                                                                    |
| 1957 | Giã từ vũ khí                    | Catherine Barkley          |                                                                    |
| 1962 | Tender Is the Night              | Nicole Diver               |                                                                    |
| 1965 | The Idol                         | Carol                      |                                                                    |
| 1969 | Angel, Angel, Down We Go         | Astrid Steele              | còn gọi là Cult of the Damned                                      |
| 1974 | The Towering Inferno             | Lisolette Mueller          | được đề cử – Giải Quả cầu vàng                                     |